# Somoplatodes
Somoplatodes is een geslacht van kevers uit de familie van de loopkevers (Carabidae). De wetenschappelijke naam van het geslacht is voor het eerst geldig gepubliceerd in 1986 door Basilewsky.

## Soorten
Het geslacht Somoplatodes omvat de volgende soorten:
- Somoplatodes kuntzeni Basilewsky, 1986
- Somoplatodes multisetosus (Burgeon, 1936)